# Grand Popo
Grand Popo este un oraș din departamentul Mono, Benin.